# Stan Smyl
Stanley Philip "Stan" Smyl, född 28 januari 1958, är en kanadensisk före detta ishockeytränare och professionell ishockeyspelare som tillbringade 13 säsonger i den nordamerikanska ishockeyligan National Hockey League (NHL), där han spelade för ishockeyorganisationen Vancouver Canucks. Han producerade 673 poäng (262 mål och 411 assists) samt drog på sig 1 556 utvisningsminuter på 898 grundspelsmatcher. Smyl spelade också på lägre nivåer för Dallas Black Hawks i Central Hockey League (CHL) och New Westminster Bruins i Western Canadian Hockey League (WCHL).
Han draftades i tredje rundan i 1978 års draft av Canucks som 40:e spelare totalt. Efter hans aktiva spelarkarriär har han fortsatt att arbetat inom Canucks som assisterande tränare, chef för organisationens spelarutveckling, rådgivare och tränare för deras samarbetspartners Syracuse Crunch (1999-2000), Kansas City Blades (2000-2001) och Manitoba Moose (2001-2004).

## Statistik
| 1974–1975   | Bellingham Blazers     | BCJHL       | 48  | 29  | 33  | 62  | 115  | —  | —  | —  | —  | —   |
|             | New Westminster Bruins | WCHL        | —   | —   | —   | —   | —    | 3  | 0  | 0  | 0  | 15  |
| 1975–1976   | New Westminster Bruins | WCHL        | 72  | 32  | 42  | 74  | 169  | 19 | 8  | 6  | 14 | 58  |
| 1976–1977   | New Westminster Bruins | WCHL        | 72  | 35  | 31  | 66  | 200  | 13 | 6  | 7  | 13 | 51  |
| 1977–1978   | New Westminster Bruins | WCHL        | 53  | 29  | 47  | 76  | 211  | 20 | 14 | 21 | 35 | 43  |
| 1978–1979   | Vancouver Canucks      | NHL         | 62  | 14  | 24  | 38  | 89   | 2  | 1  | 1  | 2  | 0   |
|             | Dallas Black Hawks     | CHL         | 3   | 1   | 1   | 2   | 9    | —  | —  | —  | —  | —   |
| 1979–1980   | Vancouver Canucks      | NHL         | 77  | 31  | 47  | 78  | 204  | 4  | 0  | 2  | 2  | 14  |
| 1980–1981   | Vancouver Canucks      | NHL         | 80  | 25  | 38  | 63  | 171  | 3  | 1  | 2  | 3  | 0   |
| 1981–1982   | Vancouver Canucks      | NHL         | 80  | 34  | 44  | 78  | 144  | 17 | 9  | 9  | 18 | 25  |
| 1982–1983   | Vancouver Canucks      | NHL         | 74  | 38  | 50  | 88  | 114  | 4  | 3  | 2  | 5  | 12  |
| 1983–1984   | Vancouver Canucks      | NHL         | 80  | 24  | 43  | 67  | 136  | 4  | 2  | 1  | 3  | 4   |
| 1984–1985   | Vancouver Canucks      | NHL         | 80  | 27  | 37  | 64  | 100  | —  | —  | —  | —  | —   |
| 1985–1986   | Vancouver Canucks      | NHL         | 73  | 27  | 35  | 62  | 144  | —  | —  | —  | —  | —   |
| 1986–1987   | Vancouver Canucks      | NHL         | 66  | 20  | 23  | 43  | 84   | —  | —  | —  | —  | —   |
| 1987–1988   | Vancouver Canucks      | NHL         | 57  | 12  | 25  | 37  | 110  | —  | —  | —  | —  | —   |
| 1988–1989   | Vancouver Canucks      | NHL         | 75  | 7   | 18  | 25  | 102  | 7  | 0  | 0  | 0  | 9   |
| 1989–1990   | Vancouver Canucks      | NHL         | 47  | 1   | 15  | 16  | 71   | —  | —  | —  | —  | —   |
| 1990–1991   | Vancouver Canucks      | NHL         | 47  | 2   | 12  | 14  | 87   | —  | —  | —  | —  | —   |
| NHL totalt  | NHL totalt             | NHL totalt  | 898 | 262 | 411 | 673 | 1556 | 41 | 16 | 17 | 33 | 64  |
| WCHL totalt | WCHL totalt            | WCHL totalt | 197 | 96  | 120 | 216 | 580  | 55 | 28 | 34 | 62 | 167 |